# قرص مجرة

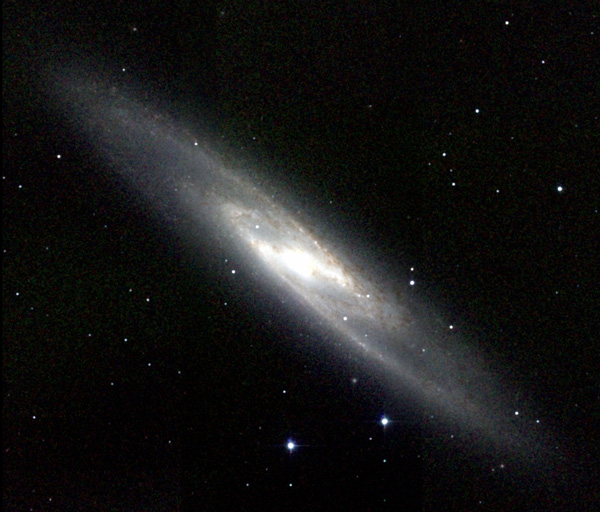
مجرة النحات (NGC 253) هي نموذج للمجرة القرصية.

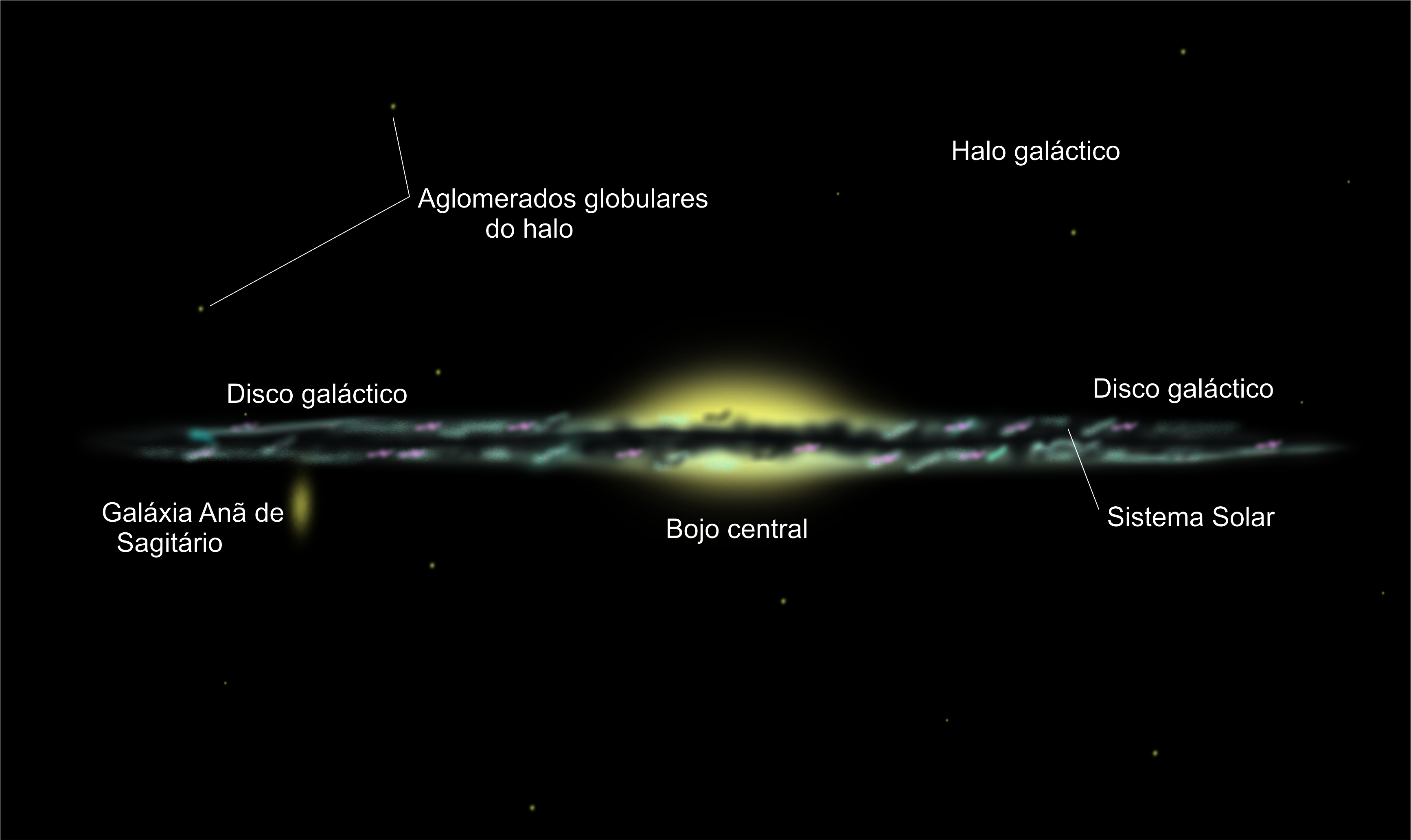
نموذج لمجرة حلزونية بها القرص الذي يحوي معظم النجوم والمادة ، فوقه وأسفل منه هالة محتوية على تجمعات نجمية متناثرة.

قرص مجرة (بالإنجليزية: disc) هو أحد أعضاء مجرة من نوع مجرة قرصية، مثل المجرات الحلزونية ومن ضمنها مجرة درب التبانة الموجودة فيها المجموعة الشمسية.
والقرص هو المستوي المنبسط الذي توجد فيه أذرعة المجرة وفي وسطه توجد مركز مجرة يكون في شكل حوصلة منتظمة أو ضلعية الشكل. يتركز في القرص الغاز والغبار والنجوم الجديدة أكثر مما يوجد منها في الحوصلة أو في الهالة المجرية.
ينشا القرص من الحركة الدورانية للمجرة، فمثلا مجرة درب التبانة تكمل دورة واحدة حول مركزها في 250 مليون سنة. ويكمن في مركز مجرة درب التبانة ثقب أسود تدور حوله النجوم، ويدور حوله القرص بأكمله. ويتكون القرص بصفة رئيسية من الغاز والغبار الكوني والنجوم. وتسمى الغازات والغبار الموجودة في القرص «القرص الغازي». واما النجوم الموجودة في القرص فتوصف بأنها «القرص النجمي» stellar disc.

## سرعات النجوم متفاوتة حول المركز
لوحظ أن الحركة الدورانية للنجوم حول مركز المجرة تسير بسرعات مختلفة؛ ولس هذا في مجرتنا - مجرة درب التبانة - وحده، وإنما هي ظاهرة تشمل معظم المجرات. فسرعات النجوم المحسوبة نظريا في مداراتها حول مركز المجرة لا تتفق مع كمية المادة المضيئة الموزعة في المجرة. ويميل تفسير علماء الفلك إلى ان هذا التوزيع يعود إلى وجود مادة مظلمة لا نراها ولا تصدر ضوءا.

## أقرأ أيضا
- هالة المجرة
- حوصلة مجرة
- إكليل مجرة
- منحني دوران مجرة